# Trận Silva Arsia
Trận Silva Arsia là một trận đánh xảy ra vào năm 509 TCN giữa một bên là phe cộng hòa La Mã cổ đại và phe kia là quân Etrusca của Tarquinii và Veii dưới sự thống lĩnh của vị vua La Mã bị phế truất Lucius Tarquinius Superbus. Cuộc chiến diễn ra gần Silva Arsia (rừng Arsian) nằm trong lãnh thổ La Mã, dẫn đến kết quả chiến thắng thuộc về người La Mã đổi lại là cái chết của một trong các quan chấp chính bên phe cộng hòa, Lucius Junius Brutus. Trận đánh này là một trong số nỗ lực của Tarquin hòng giành lại ngai vàng, và cũng có thể được xem như là một phần của cuộc xung đột đang diễn ra giữa các thành phố Etrusca và nhà nước La Mã đang mở rộng ra. Trận chiến còn góp phần hình thành nên lịch sử ban đầu của Roma mà có lẽ thuộc vào một phần huyền thoại nào đó.

## Bối cảnh
Vào năm 509 TCN nền quân chủ La Mã bị lật đổ và Cộng hòa La Mã được bắt đầu với các cuộc bầu cử chức chấp chính quan đầu tiên. Vị vua bị phế truất Lucius Tarquinius Superbus mà gia tộc có gốc gác từ thành Tarquinii ở Etruria, thu hút được sự ủng hộ của cả hai thành phố Etrusca Veii và Tarquinii, nhắc họ nhớ lại việc thua trận thường xuyên và mất hết đất đai vào tay nhà nước La Mã, và mối quan hệ đến gia tộc của nhà vua sau này.  

## Diễn biến
Quân đội của hai thành phố theo chân Tarquin bước vào cuộc chiến và các quan chấp chính La Mã thống lĩnh đại quân La Mã bước vào giáp mặt đối phương, Publius Valerius chỉ huy bộ binh La Mã và Lucius Junius Brutus chỉ huy kỵ binh. Tương tự như vậy nhà vua nắm quyền chỉ huy bộ binh Etrusca và con trai là Aruns chỉ huy kỵ binh. Toán kỵ binh thứ nhất đã tham chiến và Aruns phụ trách việc do thám các lictor từ xa, nhờ đó giúp ông nhận ra sự hiện diện của một viên chấp chính quan, sớm trông thấy Brutus đang nắm quyền chỉ huy đội kỵ binh. Cả hai người dù là anh em họ đã buộc tội lẫn nhau rồi lao vào đâm chém nhau cho đến chết. Bộ binh cũng sớm nhập cuộc, kết quả ra sao trong lúc này vẫn chưa biết được. Cánh phải của từng đội quân đều giành lấy phần thắng thuộc về mình, quân đội Tarquinii đã đánh lui được người La Mã, trong khi cánh quân Veii thì tháo chạy tán loạn. Tuy nhiên cánh quân Etrusca cuối cùng đã bỏ chạy khỏi chiến trường, người La Mã liền tuyên bố chiến thắng.

## Kết quả
Ban đêm sau cuộc chiến, nhà sử học Livy kể lại rằng một giọng nói được cho là thần Silvanus hiển linh đã vang lên từ khu rừng gần đó, nói rằng "nhiều người Etruria cứ gục ngã dần trong cuộc chiến; do đó phía La Mã đã giành lấy phần thắng trong chiến tranh". Quan chấp chính Valerius cho thu thập đồ chiến lợi phẩm của người Etrusca bị đánh tan tác, và quay trở về Roma ca khúc khải hoàn vào ngày 1 tháng 3 năm 509 TCN, đám tang của Brutus đã được Valerius cử hành với nghi thức trọng thể. Livy viết rằng sau này Valerius có quay lại chiến đấu chống lại người Veii vào năm 509 TCN. Hiện chưa rõ liệu đây có phải tiếp tục từ trận đánh ở Silva Arsia hay là một số tranh chấp mới nảy sinh. Cũng không rõ những gì đã xảy ra trong vụ tranh chấp này.